# Air-India-Flug 101
Air-India-Flug 101 war ein planmäßiger internationaler Flug von Bombay (heute: Mumbai) nach New York mit Zwischenstopps in Delhi, Beirut, Genf und London-Heathrow. Das Flugzeug vom Typ Boeing 707 verunglückte am 24. Januar 1966 am Montblanc-Massiv.

## Ablauf des Unfalls
Das Flugzeug mit dem Namen Kanchenjunga (benannt nach einem Achttausender im Himalaya) war 1961 in Dienst gestellt worden und hatte 16.188 Flugstunden ohne wesentliche Vorkommnisse hinter sich gebracht. Der Flug bis nach Beirut war ohne besondere Ereignisse verlaufen. Während des Fluges fiel allerdings einer der beiden Drehfunkfeuer (VOR)-Empfänger zur Positionsbestimmung aus.
Gegen 07:02 Ortszeit meldete Flugkapitän J. T. d’Souza der Flugkontrolle, dass er sich auf FL190 (Flight Level 190 = 19.000 Fuß = 5.800 m) im Anflug auf Genf befinde. Er wurde daraufhin angewiesen, diese Flughöhe beizubehalten. Sofern es die Sicht erlauben würde, könne er in den Sinkflug übergehen und den Montblanc-Gipfel mit etwa 1000 Fuß Abstand überfliegen („maintain [FL190] unless able to descend VMC one thousand on top“). Der Kapitän bestätigte den Erhalt der Anweisung und antwortete, dass die Maschine den Montblanc gerade überfliegen würde. Der Flugzeuglotse erkannte jedoch, dass die Maschine den Montblanc noch nicht erreicht hatte und antwortete: „you have 5 miles to the Mont Blanc“ (Sie haben noch 5 Meilen zum Montblanc), worauf der Kapitän mit „Roger“ antwortete. Danach verließ Flug 101 seine vorgegebene Flughöhe und ging in den Sinkflug über.
Gegen 07:07 Uhr prallte das Flugzeug in einer Höhe von 15.585 Fuß (4.750 m), etwa 60 Meter unterhalb des Gipfels, auf den Montblanc und zerschellte. Bei dem Aufprall mit mindestens 500 km/h gegen die Felswand wurde das Flugzeug vollständig zerstört und die Trümmer über einen weiten Bereich verstreut. Es gab keine Überlebenden. Zu diesem Zeitpunkt handelte es sich mit 117 Toten um den nach Todesopfern zweitschwersten Flugunfall auf französischem Boden und den 16. Totalverlust einer Boeing-Maschine dieses Typs. Unter den Unfallopfern befanden sich der führende indische Elementarteilchen- und Atomphysiker Homi Jehangir Bhabha sowie hochrangige Funktionäre von Air India. Der Flugschreiber konnte nicht gefunden werden.
Eine Untersuchungskommission kam nach mehr als einem Jahr zu dem Schluss, dass es die Wetterbedingungen zum Unfallzeitpunkt keinesfalls erlaubt hätten, auf Sicht nur 1000 Fuß über den Montblanc-Gipfel zu fliegen. Letztlich habe die Ursache für den Unfall in einer offensichtlich missverständlichen Kommunikation zwischen den Piloten und dem Lotsen gelegen, so dass die Piloten weiter in dem Glauben geblieben seien, den Gipfel schon überflogen zu haben.
Der Unfall ereignete sich fast an demselben Ort, an dem über 15 Jahre zuvor, am 3. November 1950, eine Lockheed L-749A Constellation ebenfalls der Air India mit dem Namen Malabar Princess bei Air-India-Flug 245 verunglückt war. Damals waren alle 48 Personen an Bord ums Leben gekommen.

## Späte Funde
Auch Jahrzehnte nach den Flugunfällen werden im Bereich des an der Nordflanke des Mont-Blanc herabfließenden Gletschers Glacier des Bossons immer noch Funde gemacht, die von diesem Unfall stammen:
- Im Jahr 2008 fand ein Bergsteiger mehrere indische Zeitungen, die vom 23. Januar 1966 stammten.
- Am 8. September 2012 wurde ein Postsack mit Diplomatenpost des indischen Außenministeriums geborgen und an die indische Botschaft in Paris weitergegeben, der dem Flug zugeordnet werden konnte und somit über 46 Jahre nach dem Unfall wieder auftauchte.[3]
- Im September 2013 fand ein junger französischer Bergsteiger auf dem Gletscher einen kleinen Metallbehälter mit der Gravur Made in India. Dieser enthielt Saphire, Rubine und Smaragde im Wert von mehreren 100.000 €, die vermutlich einem der Passagiere des Air-India-Flugs 101 gehört hatten und für einen Empfänger in London bestimmt gewesen waren.[4][5] Mangels Meldung von Erben wurde der Fund zwischen Finder und örtlichen Behörde aufgeteilt. Der auf 150.000 € Wert geschätzte Teil des Finders erbrachte bei einer Versteigerung im Oktober 2023 in Chambery nur 25.000 €. Der andere Teil ist in einem Museum in Chamonix ausgestellt.[6]
- Am 22. Juni 2014 fand ein französischer Bergsteiger eine Kamera, die einem der Flugzeuginsassen gehörte. Der Film in der Kamera war allerdings zu stark beschädigt, um daraus Fotos entwickeln zu können.
- Im Juli 2017 fand ein französischer Schatzsucher auf dem Glacier des Bossons eine mumifizierte Hand sowie einen Teil eines Oberschenkels.[7]